# Орсанмікеле
43°46′15″ пн. ш. 11°15′18″ сх. д. / 43.77071° пн. ш. 11.25505° сх. д.

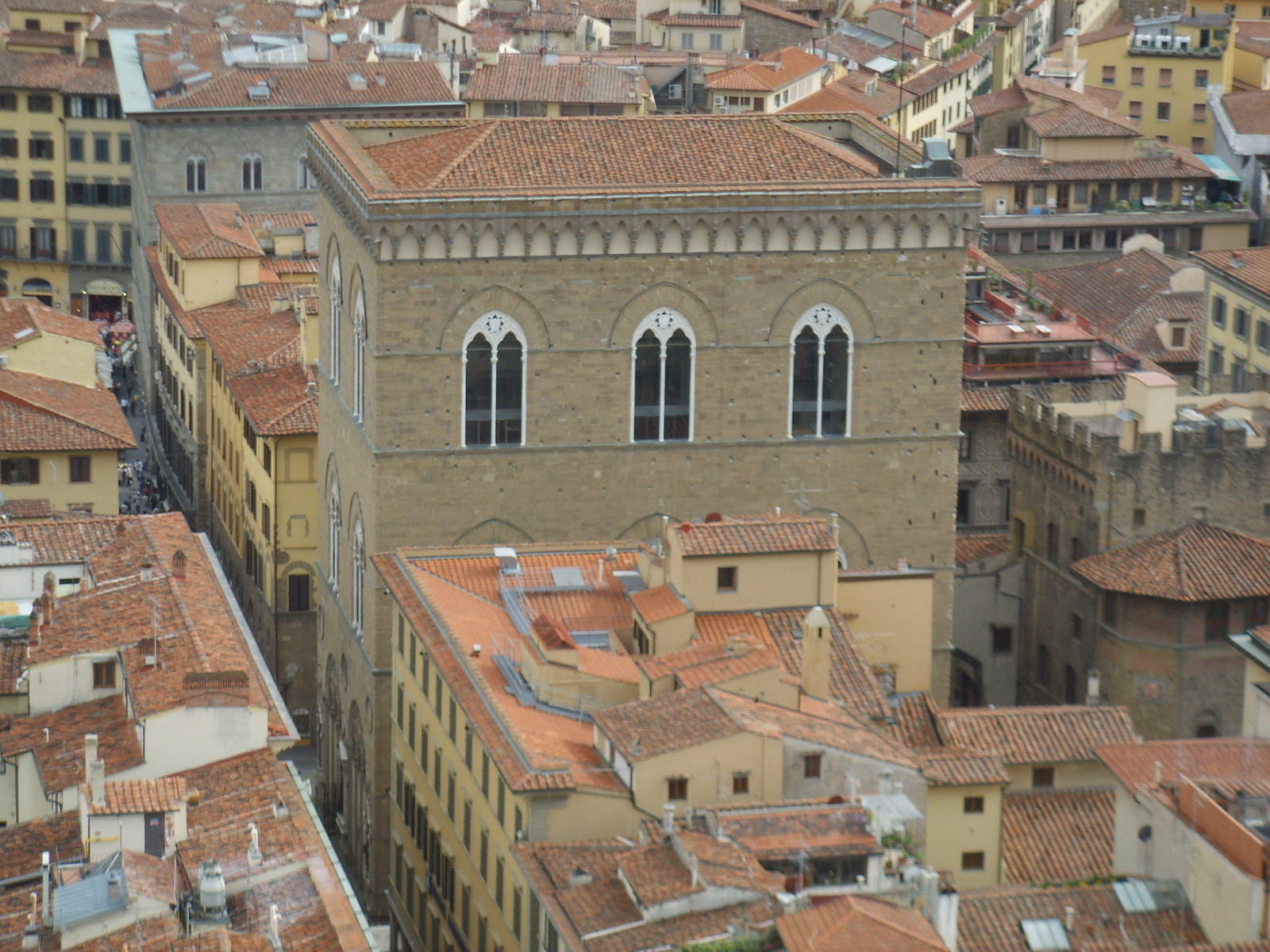
Церква Орсанмікеле у Флоренції

Орсанміке́ле (італ. Orsanmichele, Or San Michele) — церква у Флоренції, унікальна за своєю формою та значенням архітектурна споруда. Цей палац виконував подвійну функцію міського зерносховища та храму. Орсанмікеле було побудовано у 1337-1350 роках. Назва церкви походить від імені жіночого монастиря VIII століття, який знаходився на цьому місці та називався «Сан-Мікеле в саду».

## Історія

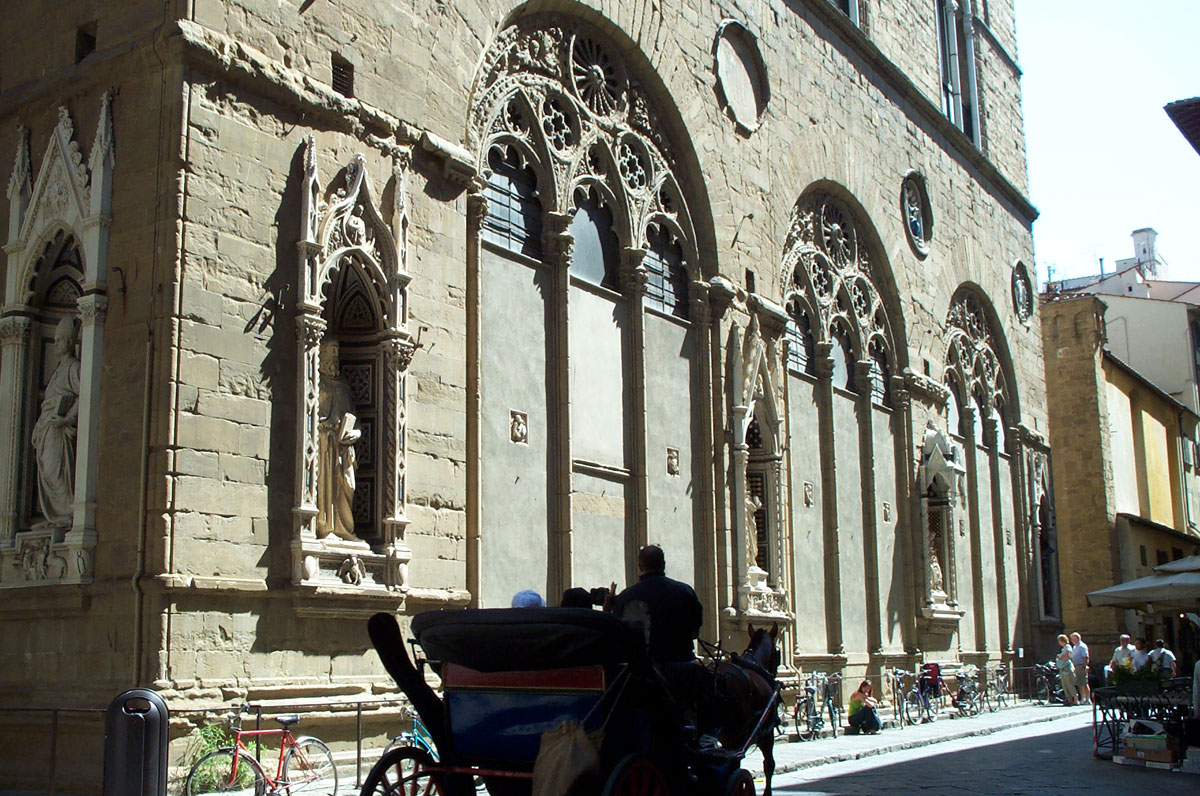
Аркади першого поверху, прикрашені ажурними вікнами

1240 року на цьому місці виник ринок, де у відкритій лоджії з пілястрами, яка захищала від дощу, провадилася торгівля зерном. На згадку про церкву, що була на цьому місці, на стінах були встановлені два образи св. Михайла та Богоматері. Останній, як вважалося, мав чудодійну силу.
Зовнішні аркади з пишно оздобленими вікнами з'явилися лише 1367 року. 1348 року, коли Європу охопила перша хвиля чуми, церква Орсанмікеле розбагатіла: ті, що вижили під час епідемії чуми, пожертвували приходу 350 тисяч флоринів, що перевищувало річний бюджет всього міста й дозволило церкві замовити великий табернакль з мармуру. 
Оскільки торгівля зерном не надто поєднувалася з прекрасним табернаклем роботи Андреа Орканья, ринок було перенесено на інше місце. Відтоді нижній поверх Орсанмікеле служив виключно релігійним потребам, і вперше в історії Флоренції торгівля поступилася перед мистецтвом. Верхні поверхи продовжували виконувати функції запасного зерносховища аж до початку XVI століття.
В XIV столітті за будівлею закріпилася нова функція — центру ремісничих цехів. У наступні десятиліття цехові гільдії пожертвували кошти на створення скульптур своїх святих покровителів та інших святих, що розмістилися в 14 нішах на чотирьох зовнішніх стінах церкви. Цехові гільдії були доволі багаті, тож мали змогу наймати відомих художників: Нанні ді Банко, Донателло, Лоренцо Гіберті та Андреа дель Верроккйо.

## Галерея

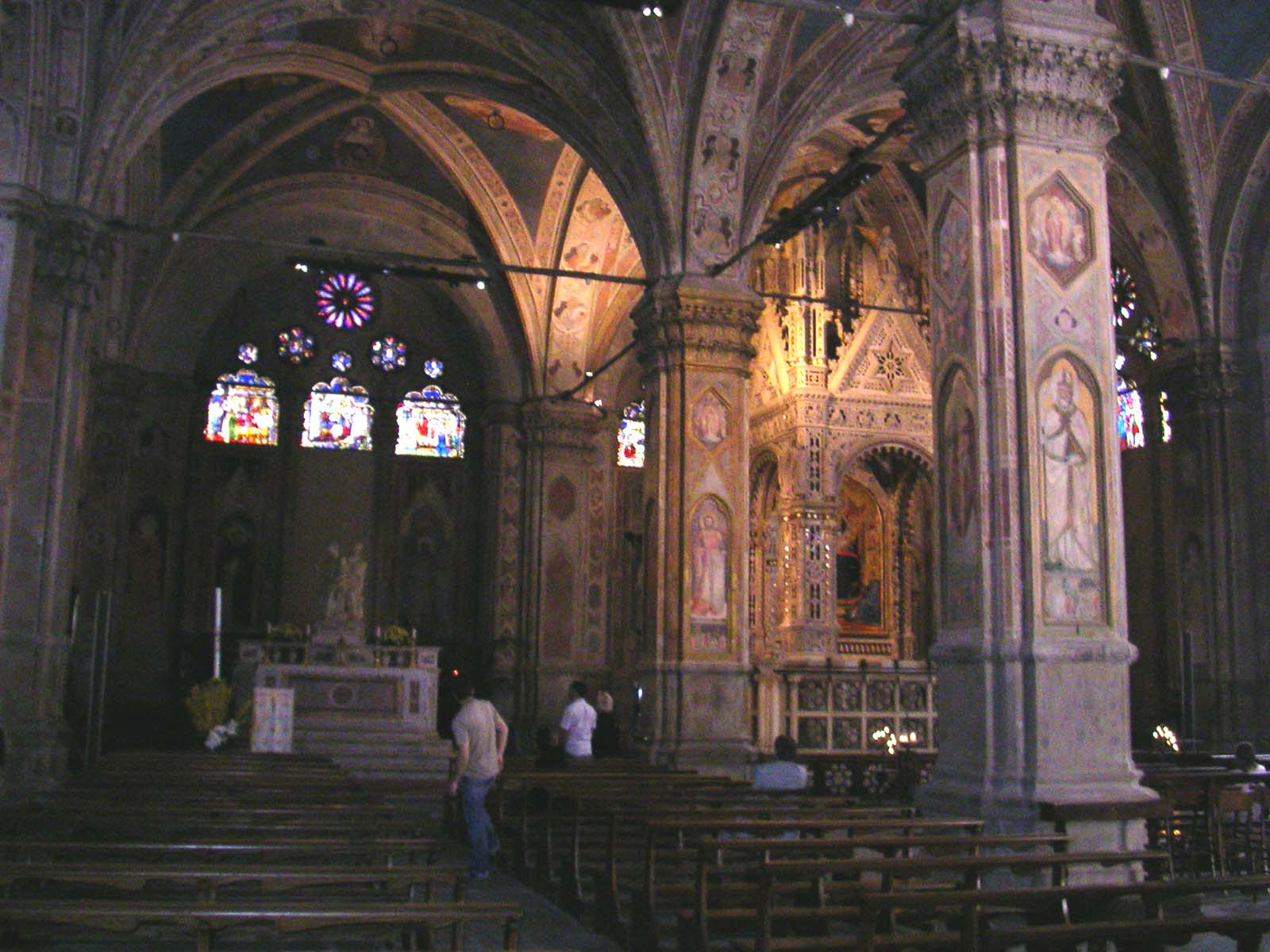
Інтер'єр Орсанмікеле
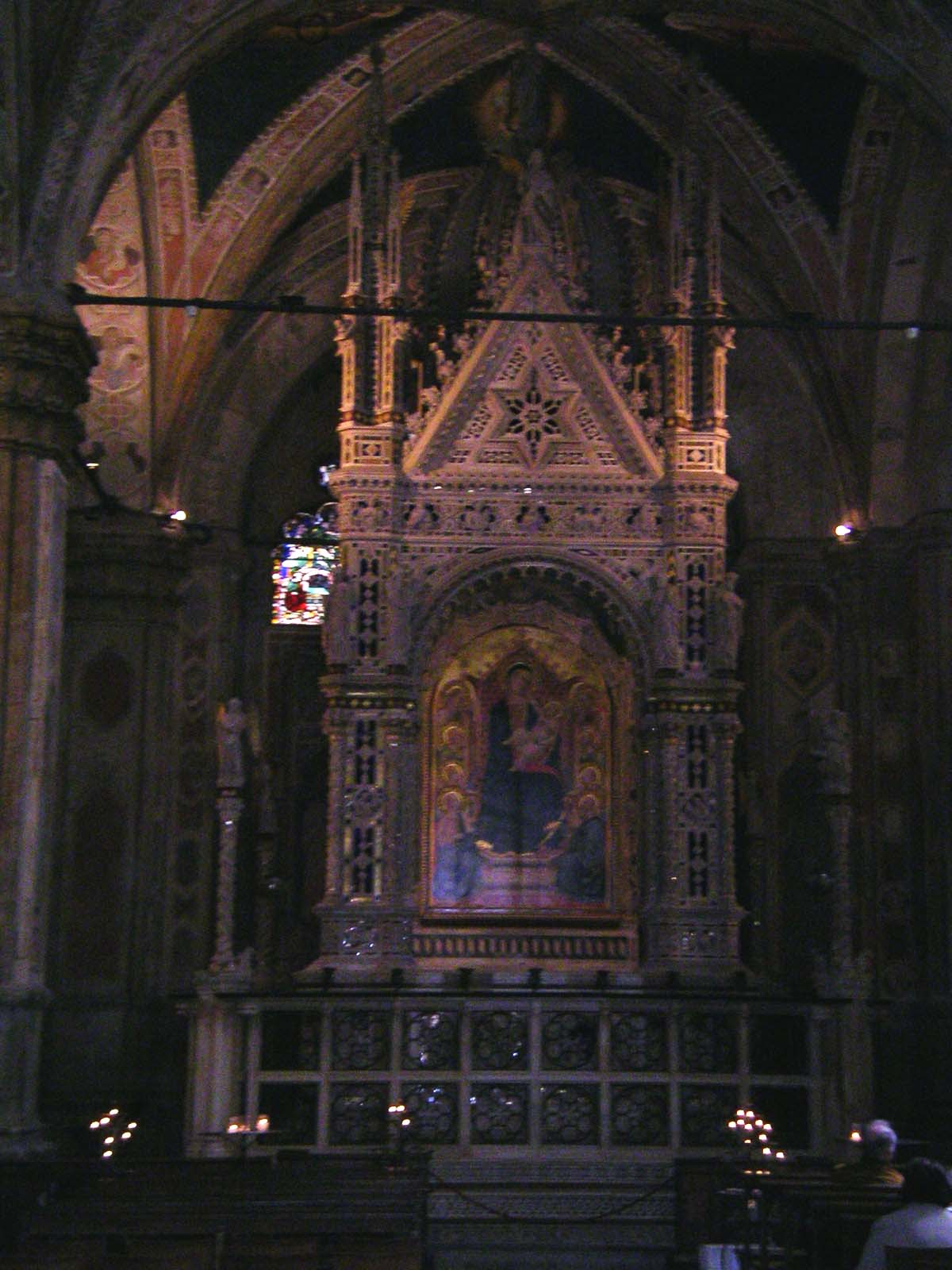
Вівтарний табернакль в Орсанмікеле
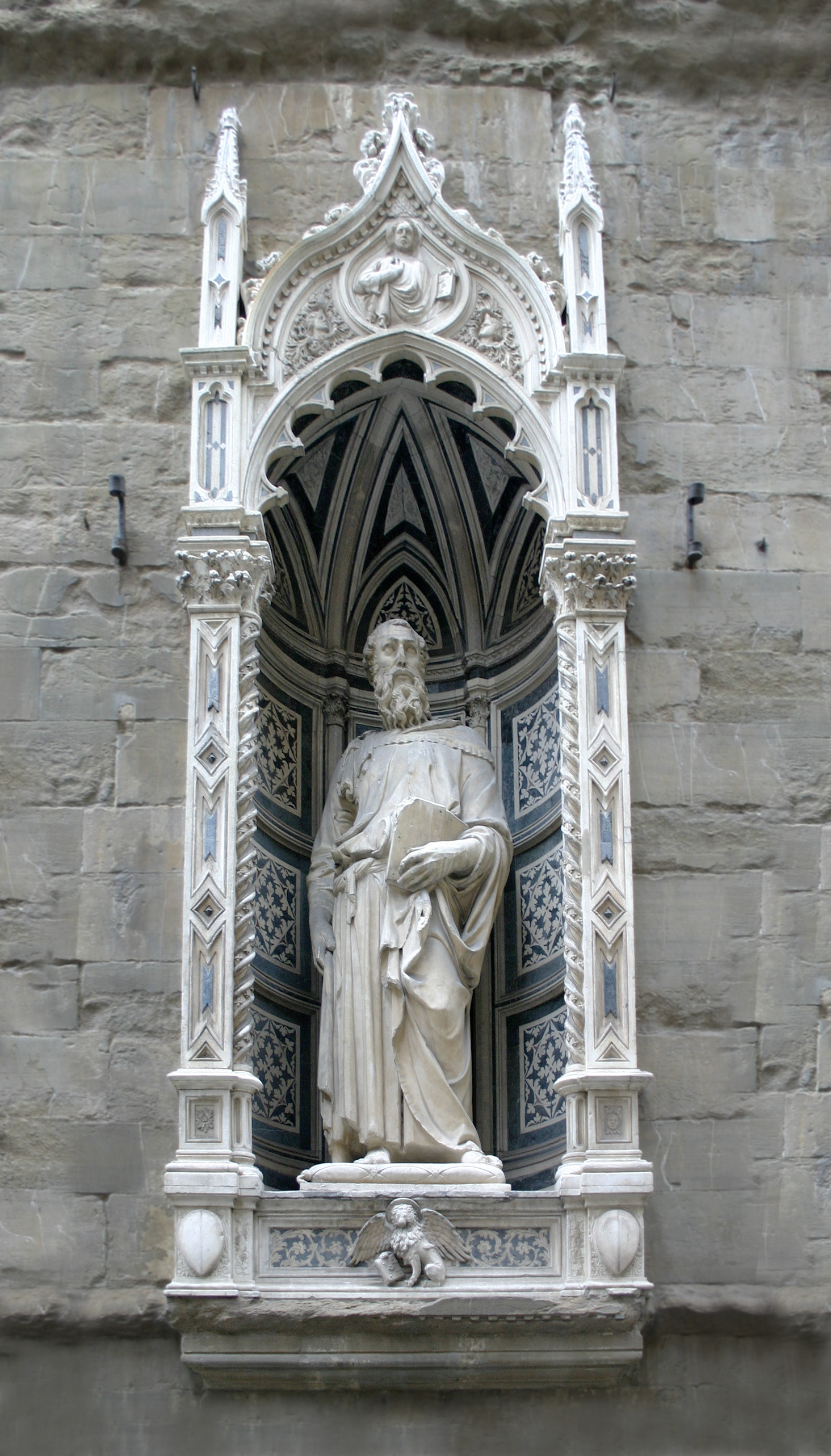
«Св. Марко» роботи Донателло
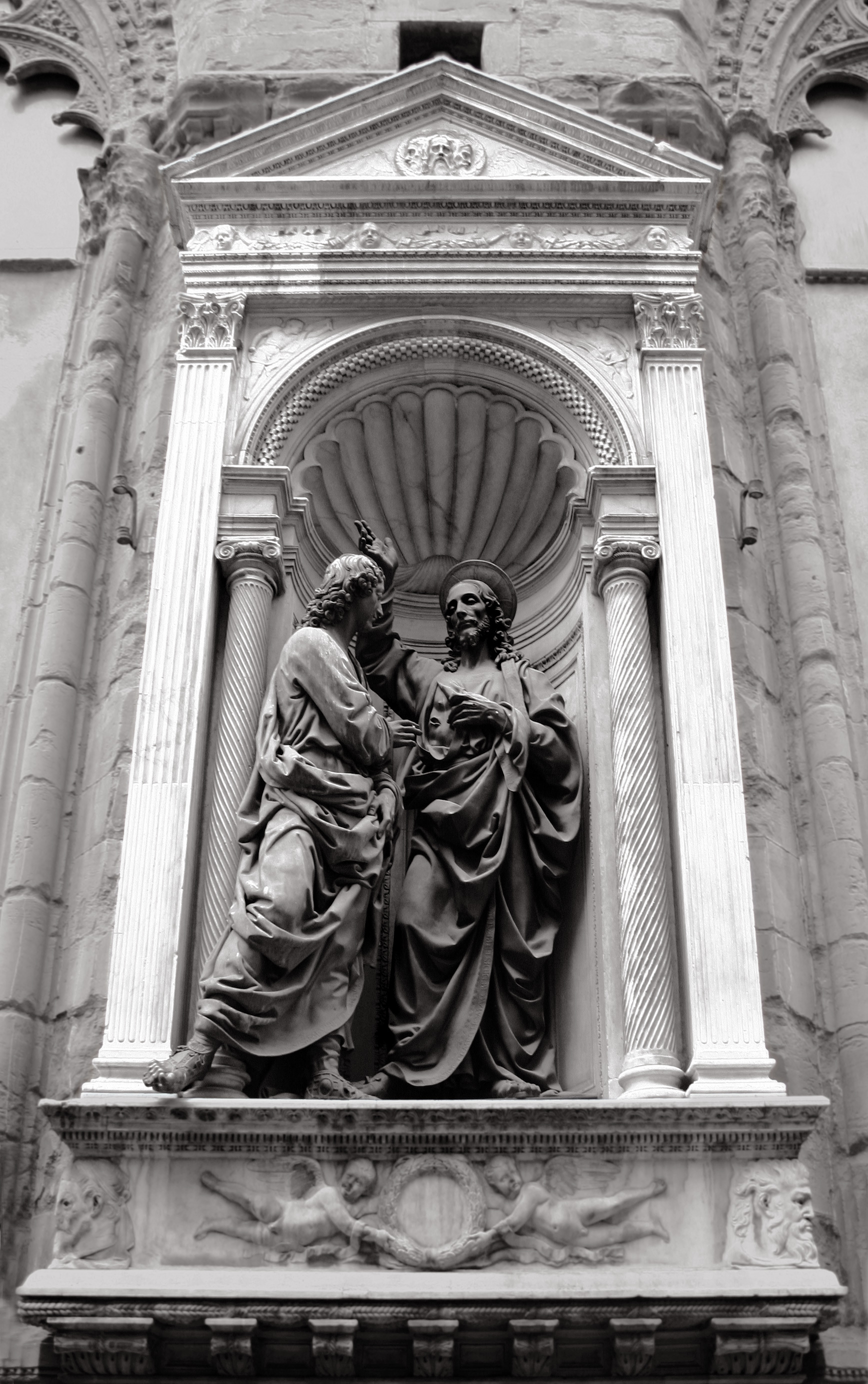
«Христос і святий Хома» (1467—1483) роботи Андреа дель Верроккйо (копія); оригінал у музеї Орсанмікеле.

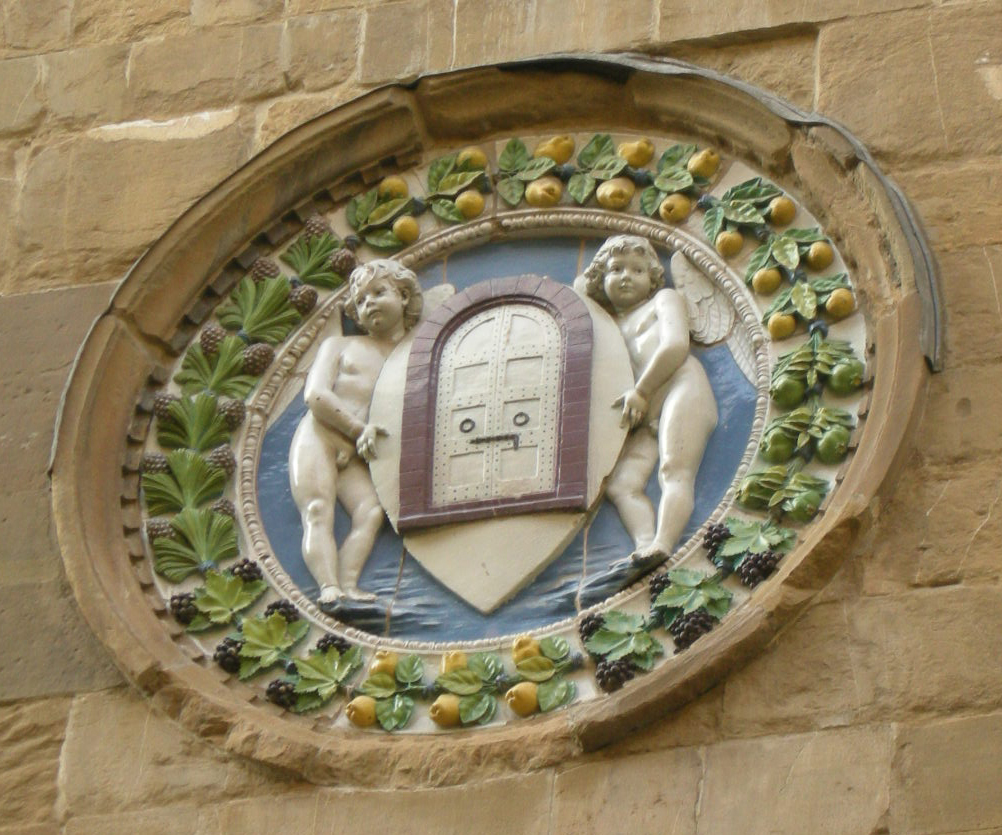
Герб гільдії майстрів шовкової справи та золотарів.
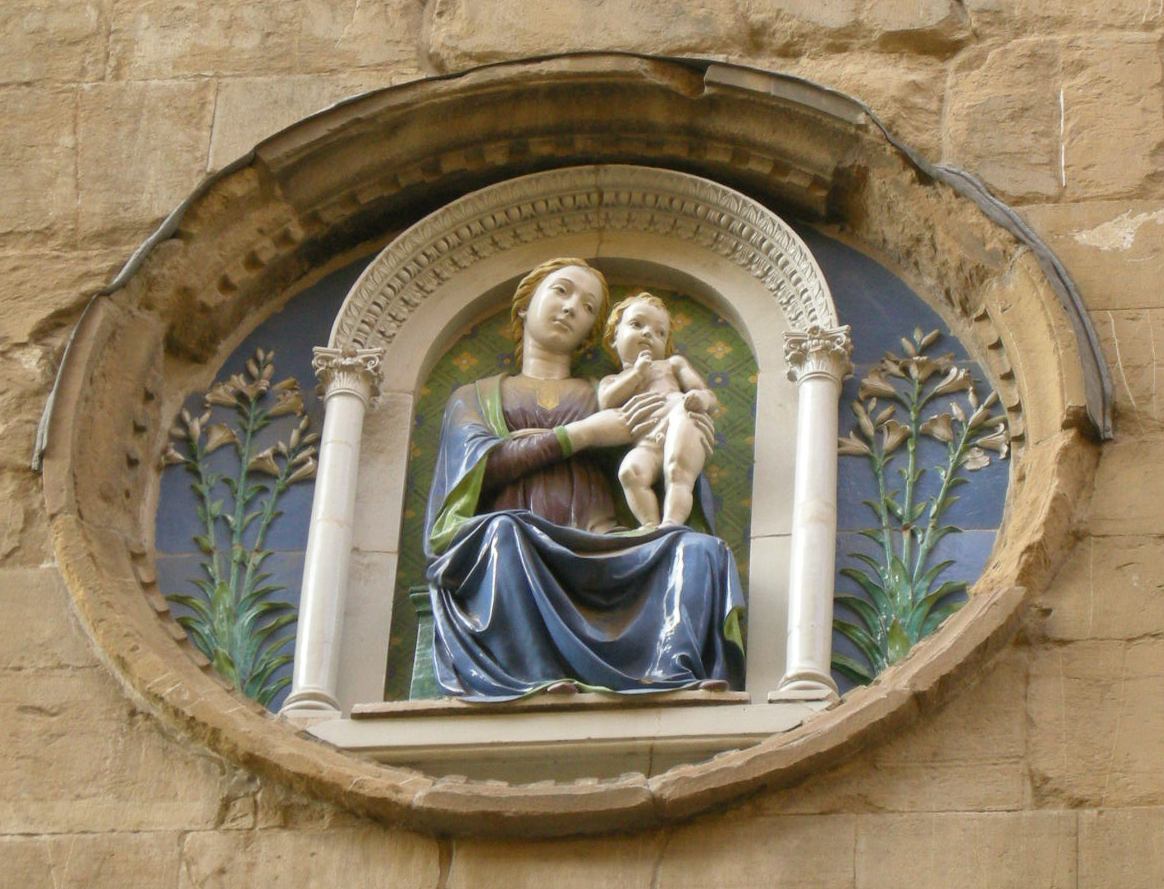
Герб гільдії лікарів та аптекарів
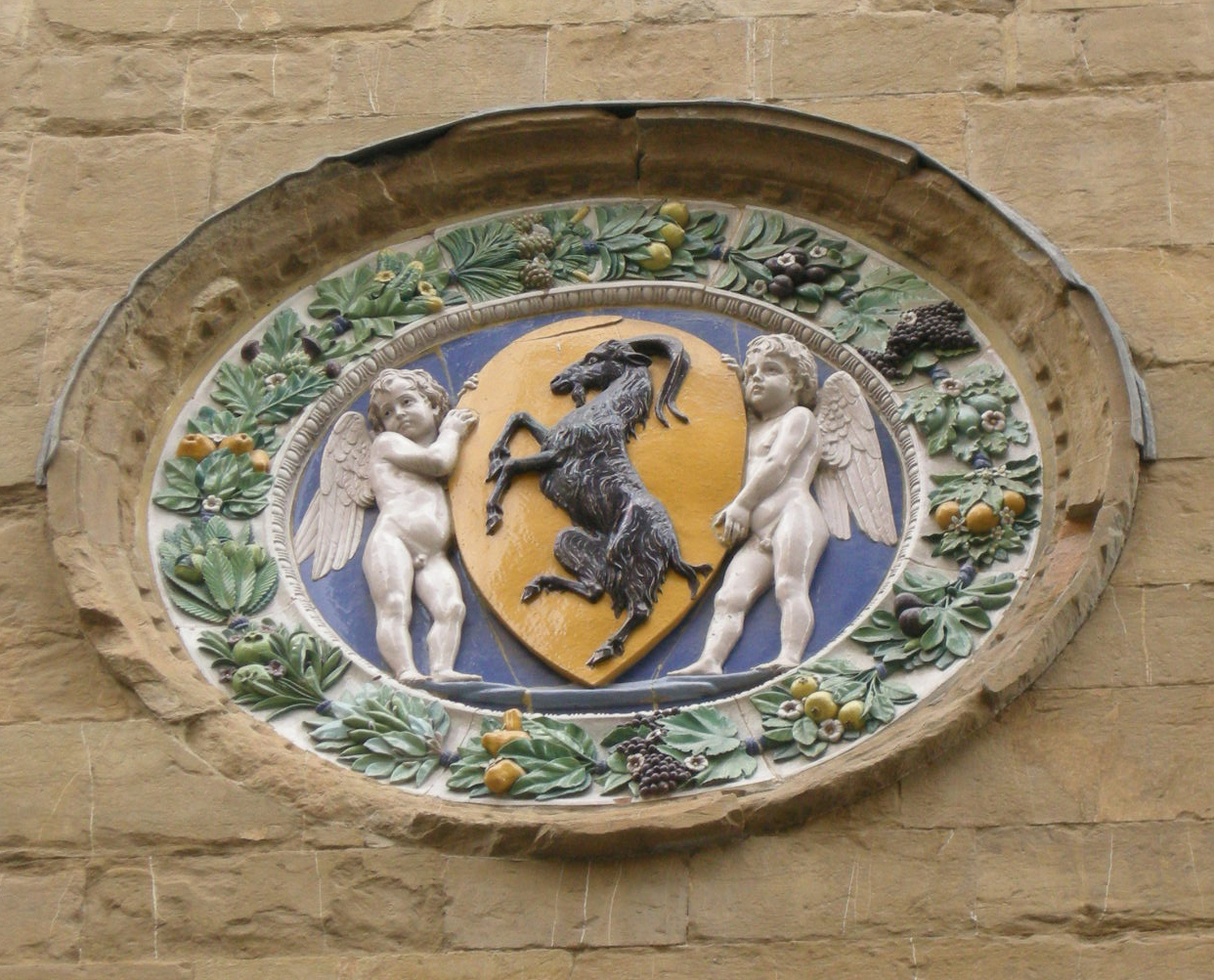
Герб гільдії м'ясників
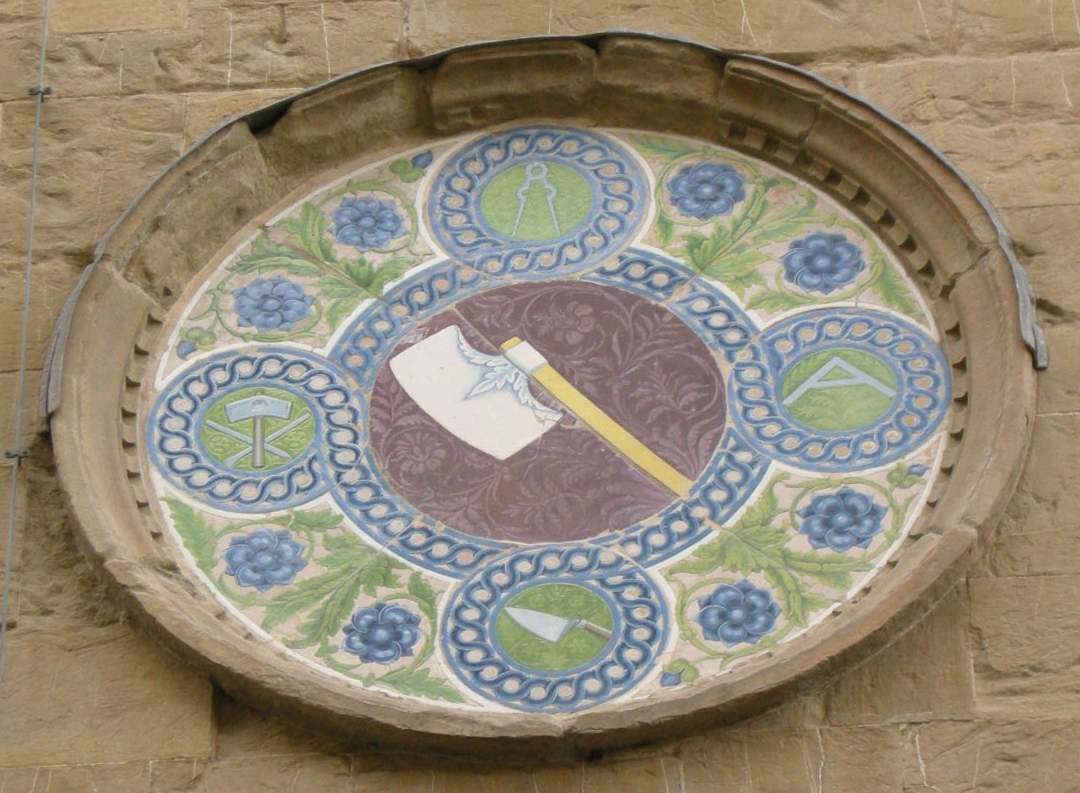
Герб гільдії архітекторів